# Что такая красивая девушка делает в таком месте?
«Что така́я краси́вая де́вушка де́лает в тако́м ме́сте?» (англ. What’s a Nice Girl like You Doing in a Place like This?) — чёрно-белый короткометражный комедийный фильм американского режиссёра Мартина Скорсезе, снятый в 1963 году. В то время он учился на кинематографическом отделении нью-йоркского колледжа наук и искусства. Исследователи находят, что в этой работе нашли выражение некоторые мотивы и приёмы (повествование от первого лица, поиск себя, католицизм), характерные для последующего творчества Скорсезе.

## Над фильмом работали
Актёрский состав:
| Зеф Михаэлис   | «Гарри» Алджернон |
| Сара Брейвман  | психоаналитик     |
| Фред Сика      | друг              |
| Мими Старк     | жена Гарри        |
| Роберт Урикола | певец             |

Съёмочная группа:
| Роль           | Имя                                                            |
| -------------- | -------------------------------------------------------------- |
| Автор сценария | Мартин Скорсезе                                                |
| Режиссёр       | Мартин Скорсезе                                                |
| Оператор       | Джеймс Ньюман                                                  |
| Студия         | Факультет телевидения, кино и радио Нью-Йоркского университета |

## Сюжет
Начинающий писатель  Алджернон, по прозвищу «Гарри», переезжает в Нью-Йорк, где снимает квартиру в бедном районе. Он начинает обставлять её и среди прочего покупает фотографию лодки на озере со стоящим в ней мужчиной. Гарри вешает её на стенку и через несколько дней не может оторваться от изображения: ему становится трудно писать, он не может ни есть, ни спать. Он считает, что одержимость картиной является результатом его чувствительности и живого воображения. По совету друзей он устраивает вечеринку, где встречает девушку, которая на некоторое время позволяет забыть о навязчивой фотографии и вернуться к прежней жизни. Он решает жениться на девушке, и они вместе проводят медовый месяц. После этого они живут в квартире Гарри нормальной семейной жизнью. Он начинает писать книгу-исповедь, а его жена занимается живописью. Её пейзажи с изображением воды возвращают одержимость: на этот раз Гарри непреодолимо тянет к фотографии морского берега. Следуя совету психоаналитика не избегать проблем, а сосредоточиться на них и побороть свою манию, он смотрит на фото и оказывается внутри него.

## История
Мартин Скорсезе родился в 1942 году в неблагополучном нью-йоркском районе «Маленькая Италия» в набожной итало-американской семье. С ранних лет увлекался театром и кино, в чём его поддерживали родители. В 1959 году снял любительский фильм «Везувий VI». В юношеские годы серьёзно рассматривал возможность стать католическим священником, учился в семинарии, но в конце концов поменял решение. В 1962 году, случайно увидев рекламу, поступил в Нью-Йоркский колледж наук и искусства (сейчас известный как New York University College of Arts and Science) при Нью-Йоркском университете. Там он учился на курсе «Телевидение, кино и радио» и в 1964 году получил степень бакалавра искусств. 
Большое влияние на формирование Скорсезе оказал профессор Хейг Манукян, увлечённый и глубокий знаток кино. Именно он в конце первого года учёбы, ставшего впоследствии знаменитым студента, организовал Летний кинематографический семинар-мастерскую. Во время его проведения тридцать шесть его учеников получили более сорока дней на создание собственных фильмов. Для этого участников разделили на шесть групп, при этом Манукян возложил на каждого выполнение определённых обязанностей (режиссёр, оператор, постановщик и т. п.). В связи с тем, что, по наблюдению Скорсезе, те, кто был причастен к созданию сценария, чаще всего становились режиссёрами, поэтому он заинтересованный таким выбором лично написал сценарий и встал во главе своей первой съёмочной группы. 
Первоначально предполагалось, что фильм будет снят в жанре ужасов, но со временем его поменяли на эксцентричную комедию. На постановку ушло пять дней, а съёмки заняли шесть; в нём сыграли знакомые режиссёра. Лента была отмечена несколькими кинематографическими влияниями. С одной стороны, прослеживается «сюрреалистический» стиль комедийных телевизионных работ Мела Брукса и Карла Райнера, а с другой, эксперименты французской новой волны: прежде всего фильм Франсуа Трюффо «Жюль и Джим» (1962). Основополагающими приёмами комедии Скорсезе было быстрое чередование статичных кадров с постановочным «живым действием», стоп-кадр, замедленная и ускоренная съёмка. Происходящее сопровождается закадровым комментарием рассказчика от первого лица, что явно восходит к «Жюлю и Джиму».
Позже Скорсезе вспоминал, что принимавшие участие в создании фильма «были открыты для такого великого множества разных способов создания фильмов, что нарушали все правила». Однако такой подход ни в коем случае не является свидетельством отсутствия у них теоретической базы, необходимой подготовки: 
Мы знали, что такое авторская концепция, средний и крупный планы, а также отслеживание и панорамирование, но с помощью изученных методов движения камеры и монтажа я смог разработать много новых приёмов и создать собственный словарь кино. И фильм «Что такая красивая девушка делает в таком месте?» отражает такую свободу. Да, в нём есть молодость, есть определённая глупость, но всё же…
Съёмки происходили на 16-мм камеру. После них выяснилось, что плёнка, заниматься которой было доверено одному из студентов, была обрезана неправильно. В связи с этим, при участии Манукяна, Скорсезе обратился к Тельме Скунмейкер, позже прославившейся как монтажёр благодаря многолетнему сотрудничеству с режиссёром. В итоге ей удалось успешно восстановить плёнку. Фильм получил положительные отзывы критиков, большинство из которых хвалили его режиссуру и монтаж. Он получил стипендию, благодаря чему отец сумел оплатить второй курс обучения, во время которого Мартин снял другую короткометражку — «Дело не только в тебе, Мюррей!» (1964). В 1965 году она была отмечена на Национальном фестивале студенческих фильмов.
Несмотря на студенческий характер работы, в ней прослеживаются некоторые мотивы, которые раскроются в зрелый период мастера. В частности, это касается образа Алджернона, ищущего свою личность, что характерно для последующих работ режиссёра . Позже он вспоминал, что в его первой работе идёт речь не о «чистой паранойе», а представлены «довольно глупо и по-детски сформулированные идеи о клише». Кристофер Кэмпбелл из Business Insider писал, что первый фильм режиссёра является самым ранним использованием им изложения от лица рассказчика, повествующего об истории своей жизни от первого лица. В этом отношении критик сравнил этот приём с поздней драмой Скорсезе «Волк с Уолл-стрит» (2013). Аннет Вернблад заявила, что «как и многие другие фильмы [Скорсезе] он одновременно абсурдно юмористический и глубоко тревожный».
В 1992 году первый фильм был выпущен на кассете VHS в Великобритании. 26 мая 2020 года в составе сборника из пяти ранних короткометражек режиссёра он был издан американской компанией The Criterion Collection в цифровом формате Blu-ray. Первоначальный хронометраж составляет девять минут,  но в переиздании в формате Blu-ray продолжительность составила десять минут две секунды вместе с финальными титрами. На сайте компании «Что такая красивая девушка делает в таком месте?» характеризуется как «головокружительный экспериментальный студенческий фильм» Скорсезе, в котором он применяет оптические эффекты, при показе «сюрреалистической истории человека, который становится всё более одержим картиной, висящей у него на стене».